# Edith Baumann (Malerin)
Edith Baumann (auch Edith Baumann-Maussner, Künstlername Edit; * 18. Oktober 1942 in Wagerberg (Steiermark)/Österreich; † 19. November 2008 in Freiburg im Breisgau) war eine freiberufliche, deutsche Malerin der Stilrichtung Informel.

## Leben
Edith Baumann wurde 1942 in der Steiermark geboren und kam über Nordrhein-Westfalen in ihre spätere Heimat Immenstadt im Allgäu. Zur Kunst kam sie autodidaktisch. Sie absolvierte eine künstlerische Ausbildung an der Staatlich anerkannten Malschule Huber in München und studierte Malerei bei Josef Mikl in Wien. Außerdem absolvierte sie eine Weiterbildung beim akademischen Kunstmaler Arnulf Heimhofer in Burgberg im Allgäu. Später unterrichtete sie an der Oberallgäuer Volkshochschule OVH, ihre Werke stellte sie in Galerien z. B. in Hamburg, Düsseldorf, auch Yokohama aus. In Schwaben war sie auf allen überregionalen Ausstellungen zu finden.
Edith Baumann war Mitglied im Berufsverband Bildender Künstler (BBK) Schwaben-Süd und mit dem Kunstmaler Manfred Maussner (* 1940 in Nürnberg; † Dezember 2008 in Tiefenbach) verheiratet.

### Stil
Edith Baumann bevorzugte den informellen Stil. Die verwendeten Farben stellte sie in ihren Anfangsjahren selber her, später bevorzugte sie Acrylfarben; ihre Malgründe waren verschieden – von Karton bis Acrylglas. Ferner versah sie ihre teils großformatigen Arbeiten oft mit Collageteilen. Ihre Arbeiten signierte sie mit Edit.

## Ausstellungen
Sie hatte unter anderem Ausstellungen im German Center, (Shin-Yokohama), in der Slowakischen Nationalgalerie in Bratislava und im Palais Thurn und Taxis in Bregenz. Zudem beteiligte sie sich bei der jährlichen stattfindenden Ausstellung Die Südliche (2003–2008). Posthum fand die Ausstellung in memoriam, Bilder von Edith Baumann in der Galerie Art-Land, Immenstadt statt. Zudem befinden sich einige ihrer Werke im öffentlichen Raum:
- Evangelische Kirche Immenstadt
- Museum Kempten (Allgäu)
- Berufsschule Immenstadt

## Preise und Auszeichnungen
Baumann erhielt mehrere Auszeichnungen, darunter:
- Thomas-Dachser-Gedenkpreis (1996)
- Kunstpreis der Stadt Kempten (Allgäu) (1998)
- Schwäbischer Kunstpreis (2003)
- Sonderpreis der Ostallgäuer Kunstausstellung (2002)